# Winning

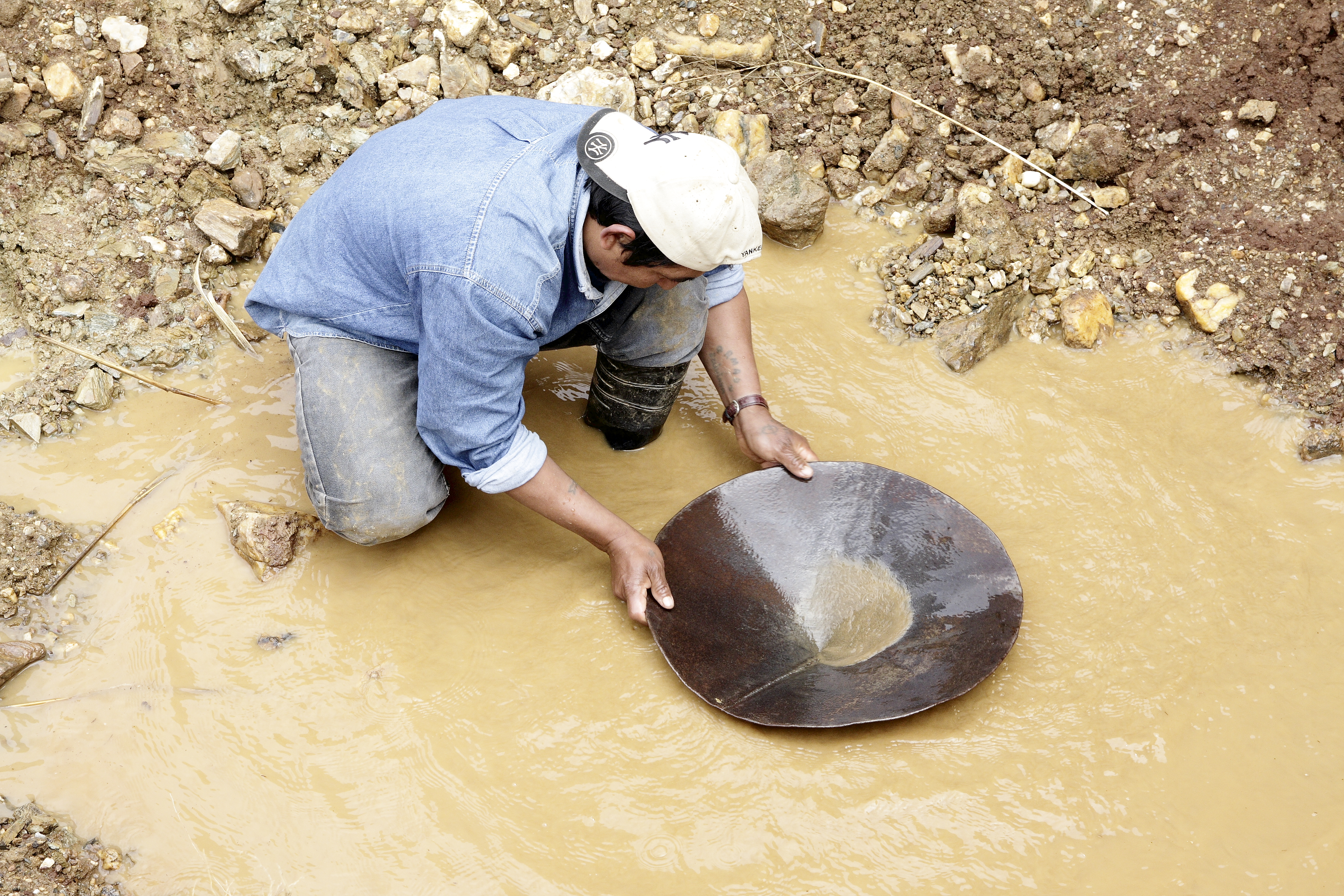
Goudwinning in Bolivia met een goudpan

Winning is het onttrekken van stoffen uit andere stoffen, zoals het onttrekken van goud uit een mijn waarbij het goud vastzit aan andere materialen en waar het goud loskomt door mechanische bewerkingen. Mechanische bewerkingen zijn bijvoorbeeld zeven, sorteren, trillen. 
Winning is ook het onttrekken van aardolie uit de aarde, of het onttrekken van aardgas uit de aarde.

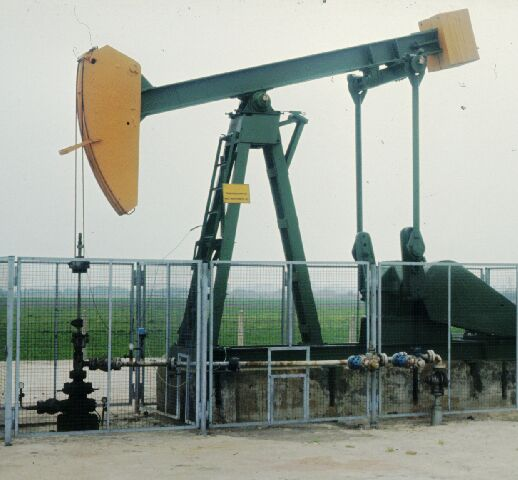
Aardoliewinning met een oliepomp (jaknikker)